# NGC 5964
NGC 5964 (другие обозначения — IC 4551, IRAS15351+0608, UGC 9935, ZWG 50.47, MCG 1-40-8, KARA 691, PGC 55637) — галактика в созвездии Змея.
Этот объект входит в число перечисленных в оригинальной редакции «Нового общего каталога».